# Operació Ichi-Go
L'Operació Ichi-Go (en japonès: 一号作戦, en xinès tradicional: 豫湘桂會戰) fou una ofensiva militar executada i planificada per l'Exèrcit Imperial Japonès a la Xina Central durant la Segona Guerra Sinojaponesa, en la segona meitat de 1944.
L'objectiu primari de l'operació era la captura de les províncies xineses de Henan, Hunan i Guangxi, en aquell moment sota control de l'Exèrcit Nacional Revolucionari de la Xina. D'aquesta manera es crearia un enllaç terrestre entre el gruix de les forces japoneses localitzades a Manxukuo i la guarnició japonesa que ocupava la Indoxina francesa, a més, es capturarien les bases aèries estatunidenques, de les quals s'enlairaven esquadrons de B-29 a bombardejar el Japó (vegeu Operació Matterhorn).
L'operació estava dividida en dues fases:
1. En la primera fase s'asseguraria l'enllaç ferroviari entre Pequín i Wuhan.
2. En la segona fase s'avançaria fins a Liuzhou, capturant les bases aèries estatunidenques en l'ofensiva.

Per aconseguir els seus objectius, els japonesos havien destinat 17 divisions, uns 400 mil soldats, a l'operació. Per la seva part, les forces xineses comptaven amb 390.000 soldats, comandats pel general Tang Enbo (汤恩伯), estacionats a Luoyang, Henan.
A finals d'abril, la 3a Divisió de Tancs japonesa va creuar el riu Groc a l'altura de Zhengzhou, i després de neutralitzar a les forces xineses a Xuchang, es va dirigir a Luoyang, que va ser assetjat el 13 de maig. Tres divisions xineses es van enfrontar als atacants japonesos, però el 25 de maig la ciutat va caure.
Després de l'èxit de la primera fase, els japonesos van avançar cap al sud, prenent Changsha, Hengyang, Guilin i Liuzhou en el seu avenç. A inicis de desembre els japonesos van entrar a Indoxina i l'operació va finalitzar.
Els esquadrons de bombarders nord-americans que van perdre les seves bases a Ichi Go, es van mobilitzar a l'interior del país, on van continuar atacant els japonesos a la Xina. Tot i que els bombardeigs al Japó es van suspendre, va ser per poc temps, ja que a inicis de 1945 es van crear noves bases a les Illes Mariannes, des d'on els B-29 van poder sortir de nou a llançar la seva mortal càrrega sobre el Japó.
A causa del fracàs estatunidenc, en no poder retenir les pistes d'aterratge a la costa, el general nord-americà Joseph Stilwell va ser destituït del seu càrrec i fou reemplaçat pel general major Albert Coady Wedemeyer. Alguns rumors asseguren que el General Stilwell havia entrat en contacte amb les forces del Partit Comunista Xinès, sol·licitant la coordinació de les seves forces, sense consultar Chiang Kai-shek, cosa que va motivar que aquest s'enfadés i obligués al president dels Estats Units, Franklin Delano Roosevelt a rellevar-lo del seu càrrec.